# Paul van Eijk
Paul Van Eijk (16 de marzo de 1986) es un futbolista de las Islas Cook que posee la nacionalidad neerlandesa por ser hijo de neerlandeses. Juega de defensor en el Puaikura FC.

## Carrera
Debutó en 2003 en el Puaikura FC. En 2006 fue transferido al Nikao Sokattack, donde permaneció hasta 2014, cuando pasó regresó al Puaikura FC.

### Clubes
| Club            | País       | Año             |
| --------------- | ---------- | --------------- |
| Puaikura FC     | Islas Cook | 2003 - 2005     |
| Nikao Sokattack | Islas Cook | 2006 - 2014     |
| Puaikura FC     | Islas Cook | 2014 - Presente |

### Selección nacional
Representó a la selección de las Islas Cook en 7 ocasiones.